# Ifigenia Cruel (ópera de Leandro Espinosa)
Ifigenia Cruel es una ópera en un acto compuesta por Leandro Espinosa basada en el poema dramático homónimo de Alfonso Reyes.

## Acción

### Acto único
El poema dramático de Alfonso Reyes retoma el mito griego de Ifigenia en Táuride. La trama presupone el conocimiento de una historia previa. Narra cómo la hija de Agamenón y de Clitemnestra estaba destinada al sacrificio para lograr el favor de los dioses al inicio de la guerra de Troya. Al momento de ser sacrificada, la diosa Artemisa se apiadó de la víctima y la cambió por una cierva al tiempo que transportó a Ifigenia a su templo en la isla de Táuride. Allí debía cumplir la tarea de sacrificar a todos los extranjeros que llegaran a la isla. Diez años después de estos sucesos, al término de la guerra de Troya, Agamenón regresó a Tebas donde fue asesinado por Clitemnestra. El hijo de ambos, Orestes, logró huir del reino y esconderse durante muchos años hasta alcanzar la edad adulta. Es entonces que regresó a su patria y mató a su madre en venganza por el asesinato de su padre. En castigo por el matricidio fue perseguido por las diosas de la venganza, las Erinias. Un oráculo le reveló que tan sólo lograría expiar su culpa si iba a Táuride. Es en este momento del mito en que se inicia el drama Ifigenia Cruel de Alfonso Reyes. El poeta introdujo un cambio fundamental: desde el momento en que Ifigenia fue salvada de las aras por Artemisa y llevada a su santuario ha perdido la memoria. Ahora, al inicio del drama, a casi 20 años de vivir sin saber su origen e ignorando que procede de una familia maldecida por los dioses desde hace varias generaciones, llega su hermano Orestes y su primo Pílades a Táuride. Ifigenia debe sacrificarlos, pero después de un largo diálogo, ella los reconoce, recuerda quién es, y sabe de la maldición de la familia. Orestes funciona, así, a modo de mensajero y guía que la regresa a su antigua biografía. Pero Ifigenia se niega a aceptar tal carga. El drama termina cuando ella renuncia a cualquier lazo familiar y a su memoria para regresar a la obscuridad del templo de Artemisa.

## Estilo

### Libreto
El drama de Alfonso Reyes fue escrito en 1924. En él, su autor recapitula las estructuras dramáticas de la tragedia griega. De tal modo, el texto sigue parámetros clásicos, está escrito en verso, utiliza el coro al modo de la tragedia griega, etc. Leandro Espinosa, al igual que ya antes que él Roberto Téllez Oropeza utiliza el poema dramático como libreto. Por tal hecho, la ópera de Leandro Espinosa (y también la de Roberto Téllez Oropeza) se clasifica en la categoría de la ópera literaria donde el compositor prescinde de la colaboración con un libretista y utiliza una obra de teatro no escrita intencionalmente para ser puesta musicalmente. La obra transcurre en un acto y cinco escenas que son llamadas por Alfonso Reyes «tiempos».

### Música
El papel de Ifigenia, escrito para  contralto o una soprano dramática, es de gran dificultad. En caso de que el papel de Orestes sea interpretado por un tenor de voz gruesa, el compositor ha escrito varios pasajes (indicados en la partitura). Asimismo ha indicado algunos pasajes en caso de ser cantado por un barítono. La mayor parte de las percusiones aparecen únicamente en el quinto tiempo. Llama la atención la gran dotación orquestal y el sorprendente número de percusiones

## Datos históricos
La versión de Leandro Espinosa es la segunda que utiliza el poema dramático de Alfonso Reyes como libreto para una ópera. La primera fue la ópera compuesta por Roberto Téllez Oropeza en 1976, la cual, al igual que la de Leandro Espinosa, no ha sido estrenada.

### Creación
La obra fue comisionada por el Fondo Nacional para la Cultura y las Artes en 1989. Sólo la obertura ha sido estrenada por la Orquesta Sinfónica Carlos Chávez y después grabada en dos ocasiones.

### Reparto del estreno
Con excepción de la obertura, la ópera no ha sido estrenada.

### Recepción
Tan sólo la obertura de esta ópera ha sido estrenada, pero esta ha sido tocada varias veces por diferentes orquestas y ha sido grabada en dos ocasiones. La crítica especializada, que ha escrito sobre esta obertura, coincide en subrayar su extraordinaria densidad orquestal, el virtuosismo de su escritura y la alta calidad de su composición.

## Literatura complementaria
* Diccionario de la música española e hispanoamericana (DMEH), obra auspiciada por la Sociedad General de Autores y Editores (SGAE) y por el Instituto Nacional de las Artes Escénicas y de la Música (INAEM) del Ministerio de Educación, Cultura y Deporte de España.
* Gabriel Pareyón. Diccionario de Música en México. México: Secretaría de Cultura de Jalisco 1995.,

## Grabaciones
Existen dos grabaciones de la obertura:
* Twentieth century mexican symphonic music. Vol. 3 [Luna Ponce, Catán Espnosa, Lavista, Zyman]. Filarmónica de la Ciudad de México. Director Eduardo Diazmuñoz, 1999 Periodisc Prodisc Records: ASIN: B000053UG5
* https://web.archive.org/web/20080621084414/http://classical-mp3-35-70.lyricstemple.com/360e6805.html
* Compositores de Nuevo León. Orquesta Sinfónica de la Universidad Autónoma de Nuevo León. Dirección: Félix Carrasco. CONARTE

## Enlaces
- http://www.conaculta.gob.mx/estados/jul08/29_nuev01.html
- http://www.operacalli.com/jose_octavio_sosa/apuntes_sobre_la_opera_mexicana.htm (enlace roto disponible en Internet Archive; véase el historial, la primera versión y la última).

- Datos: Q2835385